# Івська Вершина
І́вська Верши́на (рос. Ивская Вершина, марій. Кӱшыл Мосара) — присілок у складі Марі-Турецького району Марій Ел, Росія. Входить до складу Хлібниковського сільського поселення.

## Населення
Населення — 258 осіб (2010; 289 у 2002).
Національний склад (станом на 2002 рік):
- марійці — 98 %